# Superliga del Valle Central 2018 (Primera B)
El Torneo Integración Superliga del Valle Central 2018 (llamado Superliga del Valle Central "Copa Centro Card" 2018 por motivos de patrocinio comercial) de Segunda División, es un torneo que agrupa a 6 equipos de la Liga Catamarqueña de Fútbol y 8 de la Liga Chacarera de Fútbol. Estas dos entidades serán las responsables de la organización.
El objetivo es disputar un torneo de fútbol en una integración de las dos ligas del Valle Central propiciando una Superliga.
El Torneo dará inicio el primer fin de semana de marzo y su finalización será en la primera quincena de junio, en la Liga a determinar, y los clubes que participen del torneo, se ajustarán a la programación y fechas obrantes en el fixture remitido por la organización, reservándose ésta, el derecho de efectuar cualquier modificación de las fechas, horarios o estadios de los partidos cuando razones de fuerza mayor así los aconsejaren y que se adjunta como parte integral del Reglamento.

## Forma de Disputa
Etapa Clasificatoria
Se integrarán una (1) zona de cuatro (4) equipos y dos (2) zonas de cinco (5) equipos, Zona E, F y G, totalizando los catorce clubes participantes, jugándose por el Sistema de todos contra todos a dos ruedas y por puntos, los equipos que queden libres jugarán un partido interzonal; previo al sorteo, cada Liga propondrá cuatro equipos como cabezas de serie, las que se integrarán según sorteo a cada zona predeterminada. Clasificándose a los cuartos de final los equipos ubicados en 1° y 2° lugar de cada zona, más los dos equipos que se ubiquen en 3° puesto de las zonas de 5. Esta etapa contará con 8 fechas, procurando jugar durante los fines de semana.
Cuartos de final
La disputarán los ocho (8) equipos ganadores de la Etapa Clasificatoria. Se desarrolarrá por el
sistema de Eliminación directa en dos partidos, jugándose de la siguiente forma: el primero de la Zona E con el tercero de la Zona F; el primero de la F con el tercero de la Zona G; el primero de la Zona G con el segundo de la E y el segundo de la Zona F con el segundo de la G. Se clasifican a las Semifinales, los cuatro ganadores. Solamente contemplan los puntos sin interesar la cantidad de goles, es decir que no interesa el resultado global. Así también se desarrollará en las siguientes fases.
Semifinales
La disputarán los cuatro (4) equipos clasificados de los cuartos de final. Se desarrolarrá por el sistema de Eliminación directa en dos partidos, jugando el partido de vuelta de local el equipo mejor ubicado en la Etapa Clasificatoria. Los dos ganadores se clasifican para jugar la Final del Torneo. Los perdedores juegan el 3° y 4° puesto.
Tercer y Cuarto Puesto
Lo disputarán los dos equipos que resulten perdedores de las Semifinales, previo a la Final.
Final
La disputarán los dos equipos ganadores. Se desarrollará en un solo partido. El ganador se consagrará como campeón del Torneo Integración Superliga del Valle Central 2018.
- En caso de resultar con el marcador empatado al término de los 90 minutos de juego, se recurrirá a la ejecución de remates desde el punto de penal, (cinco alternados por equipos y de ser necesario uno alternado por equipo hasta definir).

## Logo del Torneo
El logo que identificará a la competencia que integra a las instituciones de la Liga Catamarqueña y Liga Chacarera se presentó en instalaciones del Estadio Malvinas Argentinas el 8 de marzo con la presencia de Daniel Barros, el presidente de los Capitalinos, y Juan Carlos Sarmiento encabezando la delegación de Las Chacras.
El logo es algo simple y común, de color verde y azul en representación de Capital y Chacras, respectivamente. Cuenta con lomadas que representan al “Valle Central”, que por segunda vez en más de 100 años de fútbol tendrá un campeonato integrador. Además, el campeonato tendrá una remera oficial, verde y azul fusionados arriba y abajo del diseño de la gente de OZ Deportes.

## Sorteo
El sorteo se llevó a cabo a mediados el 2 de febrero en el Cine Teatro Catamarca, ubicado en la ciudad de San Fernando del Valle de Catamarca. En ese mismo día se sorteó también la Superliga de la Primera A.
| Cabezas de serie Liga Catamarqueña        | Cabezas de serie Liga Chacarera              | Bombo 3                                       | Bombo 4                                                                      |
| ----------------------------------------- | -------------------------------------------- | --------------------------------------------- | ---------------------------------------------------------------------------- |
| - Chacarita - Estudiantes - Salta Central | - Dep. Sumalao - Juventud Unida - La Carrera | - Independiente (H) - Parque Daza - Sarmiento | - Ateneo M. Moreno - La Merced - La Tercena - Los Altos - Social San Antonio |

|  |

## Equipos participantes
| Zona                                      | Equipo        | Ciudad              | Departamento                | Liga de origen |
| ----------------------------------------- | ------------- | ------------------- | --------------------------- | -------------- |
| Zona E                                    |               |                     |                             |                |
| Club Atlético Estudiantes de La Tablada   | Catamarca     | Capital             | Liga Catamarqueña de Fútbol |                |
| Club Atlético La Tercena                  | La Tercena    | Fray Mamerto Esquiú | Liga Chacarera de Fútbol    |                |
| Club Deportivo Juventud Unida de La Falda | La Falda      | Fray Mamerto Esquiú | Liga Chacarera de Fútbol    |                |
| Club Social y Deportivo Parque Daza       | Catamarca     | Capital             | Liga Catamarqueña de Fútbol |                |
| Zona F                                    |               |                     |                             |                |
| Ateneo Mariano Moreno                     | Villa Dolores | Valle Viejo         | Liga Chacarera de Fútbol    |                |
| Club Atlético Sarmiento                   | Catamarca     | Capital             | Liga Catamarqueña de Fútbol |                |
| Club Deportivo Chacarita                  | Catamarca     | Capital             | Liga Catamarqueña de Fútbol |                |
| Club Deportivo Sumalao                    | Sumalao       | Valle Viejo         | Liga Chacarera de Fútbol    |                |
| Club Social y Deportivo La Merced         | La Merced     | Paclín              | Liga Chacarera de Fútbol    |                |
| Zona G                                    |               |                     | Liga Chacarera de Fútbol    |                |
| Centro Cultural y Deportivo La Carrera    | La Carrera    | Fray Mamerto Esquiú | Liga Chacarera de Fútbol    |                |
| Club Atlético Independiente               | Huillapima    | Capayán             | Liga Catamarqueña de Fútbol |                |
| Club Deportivo Salta Central              | Catamarca     | Capital             | Liga Catamarqueña de Fútbol |                |
| Club Social y Deportivo Los Altos         | Los Altos     | Santa Rosa          | Liga Chacarera de Fútbol    |                |
| Club Social y Deportivo San Antonio       | San Antonio   | Fray Mamerto Esquiú | Liga Chacarera de Fútbol    |                |

### Distribución geográfica
| Departamento        | Cant. | Equipos                                                         |
| ------------------- | ----- | --------------------------------------------------------------- |
| Capital             | 5     | Chacarita, Estudiantes, Parque Daza, Salta Central y Sarmiento. |
| Fray Mamerto Esquiú | 4     | Juventud Unida, La Carrera, La Tercena y Social San Antonio.    |
| Valle Viejo         | 2     | Ateneo Mariano Moreno y Deportivo Sumalao.                      |
| Capayán             | 1     | Independiente (Huillapima).                                     |
| Paclín              | 1     | La Merced.                                                      |
| Santa Rosa          | 1     | Los Altos.                                                      |
| Total               | 14    |                                                                 |

## Estadios
Liga Catamarqueña de Fútbol
Liga Chacarera de Fútbol
El Estadio de Coronel Daza, está ubicado en Banda de Varela (perteneciente al Departamento Capital), es la segunda alternativa para los equipos de la Liga Chacarera.

## Etapa Clasificatoria

### Zona E
Tabla de Posiciones
| Pos. | Equipo                     | Pts. | PJ | PG | PE | PP | GF | GC | Dif. |
| ---- | -------------------------- | ---- | -- | -- | -- | -- | -- | -- | ---- |
| 01.º | La Tercena                 | 12   | 6  | 4  | 0  | 2  | 11 | 8  | 3    |
| 02.º | Estudiantes de La Tablada  | 11   | 6  | 3  | 2  | 1  | 8  | 6  | 2    |
| 03.º | Juventud Unida de La Falda | 6    | 6  | 1  | 3  | 2  | 8  | 10 | −2   |
| 04.º | Parque Daza                | 4    | 6  | 1  | 1  | 4  | 9  | 12 | −3   |

|  | Clasificados a cuartos de final. |

Resultados
| Estudiantes    | 2 - 0 | La Tercena  | Malvinas Argentinas | 10 de marzo | 15:30 |
| Juventud Unida | 2 - 2 | Parque Daza | Coronel Daza        | 11 de marzo | 15:30 |

| Juventud Unida | 0 - 0 | Estudiantes | Primo A. Prevedello | 16 de marzo | 18:00 |
| Parque Daza    | 2 - 0 | La Tercena  | Malvinas Argentinas | 21 de marzo | 17:00 |

| La Tercena  | 2 - 1 | Juventud Unida | Coronel Daza        | 24 de marzo | 15:30 |
| Estudiantes | 2 - 1 | Parque Daza    | Malvinas Argentinas | 24 de marzo | 16:00 |

| La Tercena  | 3 - 1 | Estudiantes    | Primo A. Prevedello | 6 de abril | 19:00 |
| Parque Daza | 2 - 3 | Juventud Unida | Malvinas Argentinas | 7 de abril | 15:00 |

| Estudiantes | 1 - 1 | Juventud Unida | Malvinas Argentinas | 20 de abril | 15:00 |
| La Tercena  | 3 - 1 | Parque Daza    | Primo A. Prevedello | 20 de abril | 18:30 |

| Parque Daza    | 1 - 2 | Estudiantes | Malvinas Argentinas | 5 de mayo | 15:00 |
| Juventud Unida | 1 - 3 | La Tercena  | Primo A. Prevedello | 6 de mayo | 16:00 |

|  |

### Zona F
Tabla de Posiciones
| Pos. | Equipo                | Pts. | PJ | PG | PE | PP | GF | GC | Dif. |
| ---- | --------------------- | ---- | -- | -- | -- | -- | -- | -- | ---- |
| 01.º | La Merced             | 18   | 10 | 5  | 3  | 2  | 17 | 13 | 4    |
| 02.º | Sarmiento             | 16   | 10 | 4  | 4  | 2  | 19 | 13 | 6    |
| 03.º | Ateneo Mariano Moreno | 16   | 10 | 4  | 4  | 2  | 19 | 16 | 3    |
| 04.º | Chacarita             | 13   | 10 | 3  | 4  | 3  | 16 | 14 | 2    |
| 05.º | Deportivo Sumalao     | 5    | 10 | 1  | 2  | 7  | 8  | 18 | −10  |

|  | Clasificados a cuartos de final. |

Resultados
| Chacarita         | 1 - 2 | La Merced | Malvinas Argentinas | 12 de marzo | 15:30 |
| Deportivo Sumalao | 0 - 1 | Sarmiento | Primo A. Prevedello | 14 de marzo | 15:30 |

| Ateneo M. Moreno | 2 - 2 | La Merced         | Primo A. Prevedello | 17 de marzo | 18:00 |
| Chacarita        | 3 - 2 | Deportivo Sumalao | Malvinas Argentinas | 18 de marzo | 17:00 |

| Sarmiento         | 0 - 0 | Chacarita        | La Leonera          | 24 de marzo | 15:30 |
| Deportivo Sumalao | 1 - 1 | Ateneo M. Moreno | Primo A. Prevedello | 24 de marzo | 16:00 |

| Ateneo M. Moreno | 2 - 2 | Chacarita | Coronel Daza        | 29 de marzo | 15:00 |
| La Merced        | 1 - 1 | Sarmiento | Primo A. Prevedello | 4 de abril  | 18:00 |

| La Merced | 0 - 2 | Deportivo Sumalao | Coronel Daza        | 7 de abril | 15:00 |
| Sarmiento | 2 - 2 | Ateneo M. Moreno  | Malvinas Argentinas | 8 de abril | 16:00 |

| Sarmiento | 2 - 0 | Deportivo Sumalao | La Leonera   | 13 de abril | 15:00 |
| La Merced | 1 - 1 | Chacarita         | Coronel Daza | 14 de abril | 17:00 |

| La Merced         | 1 - 0 | Ateneo M. Moreno | Coronel Daza        | 20 de abril | 14:30 |
| Deportivo Sumalao | 1 - 1 | Chacarita        | Primo A. Prevedello | 21 de abril | 15:30 |

| Ateneo M. Moreno | 3 - 1 | Deportivo Sumalao | Primo A. Prevedello | 28 de abril | 16:00 |
| Chacarita        | 4 - 3 | Sarmiento         | Malvinas Argentinas | 29 de abril | 16:30 |

| Chacarita | 1 - 2 | Ateneo M. Moreno | La Leonera          | 4 de mayo | 14:30 |
| Sarmiento | 4 - 2 | La Merced        | Malvinas Argentinas | 6 de mayo | 14:30 |

| Deportivo Sumalao | 0 - 3 | La Merced | Primo A. Prevedello | 10 de mayo | 15:30 |
| Ateneo M. Moreno  | 1 - 4 | Sarmiento | Coronel Daza        | 12 de mayo | 14:30 |

|  |

### Zona G
Tabla de Posiciones
| Pos. | Equipo                     | Pts. | PJ | PG | PE | PP | GF | GC | Dif. |
| ---- | -------------------------- | ---- | -- | -- | -- | -- | -- | -- | ---- |
| 01.º | Salta Central              | 27   | 10 | 9  | 0  | 1  | 26 | 9  | 17   |
| 02.º | Social San Antonio         | 16   | 10 | 4  | 4  | 2  | 14 | 13 | 1    |
| 03.º | La Carrera                 | 13   | 10 | 3  | 4  | 3  | 8  | 12 | −4   |
| 04.º | Independiente (Huillapima) | 6    | 10 | 1  | 3  | 6  | 9  | 18 | −9   |
| 05.º | Social Los Altos           | 5    | 10 | 1  | 2  | 7  | 9  | 19 | −10  |

|  | Clasificados a cuartos de final. |

Resultados
| Salta Central | 3 - 0 | Social San Antonio | La Leonera          | 10 de marzo | 15:30 |
| La Carrera    | 0 - 0 | Independiente (H)  | Primo A. Prevedello | 11 de marzo | 15:30 |

| La Carrera       | 1 - 0 | Salta Central     | Coronel Daza        | 17 de marzo | 15:30 |
| Social Los Altos | 1 - 0 | Independiente (H) | Primo A. Prevedello | 17 de marzo | 16:00 |

| Salta Central      | 4 - 2 | Social Los Altos | Malvinas Argentinas | 23 de marzo | 19:00 |
| Social San Antonio | 1 - 1 | La Carrera       | Primo A. Prevedello | 23 de marzo | 19:00 |

| Social Los Altos  | 2 - 2 | La Carrera         | Coronel Daza        | 31 de marzo | 15:00 |
| Independiente (H) | 1 - 1 | Social San Antonio | Malvinas Argentinas | 31 de marzo | 16:00 |

| Independiente (H)  | 0 - 3 | Salta Central    | La Leonera          | 7 de abril | 15:00 |
| Social San Antonio | 2 - 0 | Social Los Altos | Primo A. Prevedello | 7 de abril | 18:00 |

| Social San Antonio | 1 - 4 | Salta Central | Coronel Daza        | 13 de abril | 14:45 |
| Independiente (H)  | 2 - 0 | La Carrera    | Malvinas Argentinas | 14 de abril | 15:00 |

| Salta Central     | 3 - 1 | La Carrera       | La Leonera          | 21 de abril | 14:30 |
| Independiente (H) | 1 - 1 | Social Los Altos | Malvinas Argentinas | 22 de abril | 15:00 |

| Social Los Altos | 1 - 2 | Salta Central      | Coronel Daza        | 28 de abril | 14:30 |
| La Carrera       | 1 - 1 | Social San Antonio | Primo A. Prevedello | 29 de abril | 16:30 |

| La Carrera         | 1 - 0 | Social Los Altos  | Coronel Daza        | 5 de mayo | 14:30 |
| Social San Antonio | 4 - 1 | Independiente (H) | Primo A. Prevedello | 5 de mayo | 16:00 |

| Salta Central    | 3 - 2 | Independiente (H)  | Malvinas Argentinas | 12 de mayo | 15:00 |
| Social Los Altos | 0 - 1 | Social San Antonio | Primo A. Prevedello | 13 de mayo | 16:00 |

| 1. 2. |

### Interzonales
Resultados
| Ateneo M. Moreno | 3 - 1 | Social Los Altos | Primo A. Prevedello | 10 de marzo | 15:30 |

| Sarmiento | 1 - 2 | Social San Antonio | La Leonera | 17 de marzo | 15:30 |

| La Merced | 3 - 1 | Independiente (H) | Primo A. Prevedello | 28 de marzo | 18:00 |

| Deportivo Sumalao | 1 - 2 | Salta Central | Primo A. Prevedello | 31 de marzo | 18:00 |

| Chacarita | 3 - 0 | La Carrera | Malvinas Argentinas | 11 de abril | 16:00 |

| Social Los Altos | 1 - 3 | Ateneo M. Moreno | Primo A. Prevedello | 13 de abril | 17:00 |

| Social San Antonio | 1 - 1 | Sarmiento | Primo A. Prevedello | 24 de abril | 18:30 |

| Independiente (H) | 1 - 2 | La Merced | Malvinas Argentinas | 30 de abril | 15:00 |

| Salta Central | 2 - 0 | Deportivo Sumalao | Malvinas Argentinas | 4 de mayo | 15:00 |

| La Carrera | 1 - 0 | Chacarita | Primo A. Prevedello | 12 de mayo | 14:30 |

|  |

## Etapa Final

### Cuadro de Desarrollo
|  | Cuartos de final          | Cuartos de final        | Cuartos de final        |       |               | Semifinales              | Semifinales              | Semifinales              |  |  | Final                      | Final                      | Final                      |
|  | 19 de mayo - 27 de mayo   | 19 de mayo - 27 de mayo | 19 de mayo - 27 de mayo |       |               | 3 de junio - 10 de junio | 3 de junio - 10 de junio | 3 de junio - 10 de junio |  |  | 16 de junio al 24 de junio | 16 de junio al 24 de junio | 16 de junio al 24 de junio |
|  |                           |                         |                         |       |               |                          |                          |                          |  |  |                            |                            |                            |
|  | Salta Central             | 2                       | 7                       |       |               |                          |                          |                          |  |  |                            |                            |                            |
|  | Estudiantes de La Tablada | 0                       | 1                       |       |               |                          |                          |                          |  |  |                            |                            |                            |
|  | Estudiantes de La Tablada | 0                       | 1                       |       | Salta Central | 2                        | 6                        |                          |  |  |                            |                            |                            |
|  |                           |                         |                         |       | Salta Central | 2                        | 6                        |                          |  |  |                            |                            |                            |
|  |                           | Sarmiento               | 2                       | 3     |               |                          |                          |                          |  |  |                            |                            |                            |
|  | Social San Antonio        | Sarmiento               | 2                       | 3     | 1             | 2 (4)                    |                          |                          |  |  |                            |                            |                            |
|  | Social San Antonio        |                         |                         |       | 1             | 2 (4)                    |                          |                          |  |  |                            |                            |                            |
|  | Sarmiento                 | 0                       | 3 (5)                   |       |               |                          |                          |                          |  |  |                            |                            |                            |
|  |                           |                         |                         |       |               |                          |                          |                          |  |  | La Tercena                 | 0                          | 1 (3)                      |
|  |                           |                         | Salta Central           | 1     | 0 (4)         |                          |                          |                          |  |  |                            |                            |                            |
|  | La Merced                 | 2                       | 1                       |       |               |                          |                          |                          |  |  |                            |                            |                            |
|  | La Carrera                | 1                       | 1                       |       |               |                          |                          |                          |  |  |                            |                            |                            |
|  | La Carrera                | 1                       | 1                       |       | La Merced     | 1                        | 1 (2)                    |                          |  |  |                            |                            |                            |
|  |                           |                         |                         |       | La Merced     | 1                        | 1 (2)                    |                          |  |  |                            |                            |                            |
|  |                           | La Tercena              | 0                       | 3 (4) |               |                          |                          |                          |  |  |                            |                            |                            |
|  | La Tercena                | La Tercena              | 0                       | 3 (4) | 1             | 3 (3)                    |                          |                          |  |  |                            |                            |                            |
|  | La Tercena                |                         |                         |       | 1             | 3 (3)                    |                          |                          |  |  |                            |                            |                            |
|  | Ateneo Mariano Moreno     | 2                       | 2 (2)                   |       |               |                          |                          |                          |  |  |                            |                            |                            |

- Nota: Los equipos que se ubican en la parte superior, ejercerán su localía en el partido de vuelta.

### Cuartos de final
| 19 de mayo, 15:00 | Estudiantes     | 0 - 2   | Salta Central                          | Malvinas Argentinas, Catamarca |                           |
|                   | Raúl Rivero 33' | Reporte | 39' Juan Romero · 47' Cristian Salcedo | Árbitro(s): Daniel Silcán      | Árbitro(s): Daniel Silcán |

| 26 de mayo, 14:45 | Salta Central                                                                                                  | 7 - 1   | Estudiantes                                                   | Malvinas Argentinas, Catamarca |                             |
|                   | Franco Contreras 17' 61' · David Noriega 28' · Alejandro Carrizo 43' · Lucas Verón 56' · Juan Romero 78' 90+1' | Reporte | 9' Marcos Palacios · 53' Fernando Silva · 61' César Rodríguez | Árbitro(s): Ezequiel Agüero    | Árbitro(s): Ezequiel Agüero |

| 20 de mayo, 17:00 | Sarmiento            | 0 - 1   | Social San Antonio | Malvinas Argentinas, Catamarca |                            |
|                   | Jonathan Ochoa 45+3' | Reporte | 24' Gastón Luján   | Árbitro(s): Mario Baigorrí     | Árbitro(s): Mario Baigorrí |

| 26 de mayo, 15:00 | Social San Antonio                                                                     | 2 - 3 (4:5 p.)             | Sarmiento                                                                  | Primo A. Prevedello, San Isidro |                          |
|                   | Ulises Monasterio 53' · Cristian Nieva 84' · Bruno Coria 45+4'                         | Reporte                    | 56' José Utrera · 89' Jorge Oliva · 90+4' Manuel López                     | Árbitro(s): Jorge Romero        | Árbitro(s): Jorge Romero |
|                   |                                                                                        | Tiros desde el punto penal |                                                                            |                                 |                          |
|                   | Julio Burgos Lobo · Germán Lizárraga · Gabriel Chazarreta · Diego Varas · William Seco |                            | Matías Oliva · Joel Rivero · Gerardo Más · Manuel López · Lucas Cipolletti |                                 |                          |

| 19 de mayo, 17:00 | La Carrera    | 1 - 2   | La Merced                         | Primo A. Prevedello, San Isidro |                            |
|                   | Enzo Vega 21' | Reporte | 2' Hugo Coronel · 12' Enzo Rivera | Árbitro(s): Matías Salcedo      | Árbitro(s): Matías Salcedo |

| 27 de mayo, 14:30 | La Merced         | 1 - 1 | La Carrera       | Coronel Daza, Banda de Varela |                              |
|                   | Franco Agüero 42' |       | 21' Brian Denett | Árbitro(s): Claudio Orellana  | Árbitro(s): Claudio Orellana |

| 19 de mayo, 15:00 | Ateneo M. Moreno                                                     | 2 - 1   | La Tercena         | Primo A. Prevedello, San Isidro |                          |
|                   | Claudio Varela Olivera 20' · Fernando Flores 22' · Matías Flores 34' | Reporte | 42' Pedro González | Árbitro(s): César Morcos        | Árbitro(s): César Morcos |

| 26 de mayo, 17:00 | La Tercena                                                                         | 3 - 2 (3:2 p.)             | Ateneo M. Moreno                                                                    | Primo A. Prevedello, San Isidro |                            |
|                   | Claudio Díaz 22' (pen.) 22' (pen.) · Federico Díaz 48'                             | Reporte                    | 44' Gabriel Barros · 58' Fernando Flores ·                                          | Árbitro(s): Javier Carrizo      | Árbitro(s): Javier Carrizo |
|                   |                                                                                    | Tiros desde el punto penal |                                                                                     |                                 |                            |
|                   | Domingo Avellaneda · Matías Uñates · Claudio Díaz · Pedro Chazampi · Facundo Soria |                            | Julio Zúñiga · Gastón Medina · Fernando Flores · Gustavo Carrizo · Rodolfo Millicay |                                 |                            |

### Semifinales
| 3 de junio, 14:30 | Sarmiento                                  | 2 - 2   | Salta Central                           | Malvinas Argentinas, Catamarca |                           |
|                   | Esteban Tula 15' · Alejandro Carrizo 45+2' | Reporte | 51' Matías Oliva · 88' Emmanuel Vergara | Árbitro(s): Daniel Silcán      | Árbitro(s): Daniel Silcán |

| 10 de junio, 14:15 | Salta Central | 6 - 3   | Sarmiento                                                                               | Malvinas Argentinas, Catamarca |                           |
|                    | Cristian Salcedo 1' 79' · Alejandro Carrizo 31' · Franco Contreras 36' 38' · Federico Barros 55' · Lucas Verón 73' (pen.) 90' | Reporte | 45' 55' Matías Oliva · 58' Gustavo Acosta · 80' Lucas Cipolletti · 90+3' Jonathan Ochoa | Árbitro(s): Federico Cano      | Árbitro(s): Federico Cano |

| 3 de junio, 14:30 | La Tercena | 0 - 1   | La Merced           | Coronel Daza, Banda de Varela |                          |
|                   |            | Reporte | 87' Nazareno Agüero | Árbitro(s): Rubén Falcón      | Árbitro(s): Rubén Falcón |

| 9 de junio, 15:00 | La Merced                                                       | 1 - 3 (4:2 p.)             | La Tercena                                                    | Primo A. Prevedello, San Isidro |                                |
|                   | Jonathan Rivera 33' · Cristian Rivera (Suplente)                | Reporte                    | 10' Joel Cuenca · 18' Facundo Soria · 90' Claudio Díaz        | Árbitro(s): José Silva Castaño  | Árbitro(s): José Silva Castaño |
|                   |                                                                 | Tiros desde el punto penal |                                                               |                                 |                                |
|                   | Mario Tapia · Carlos Camargo · Pedro Zuccon · Francisco Coronel |                            | Claudio Díaz · Matías Uñates · Federico Díaz · Eduardo Suárez |                                 |                                |

### Tercer y Cuarto Puesto
| 23 de junio, 14:30 | La Merced       | 0 - 6   | Sarmiento                                                                     | Malvinas Argentinas, Catamarca |                             |
|                    | Enzo Rivera 82' | Reporte | 13' 72' José Utrera · 25' 52' 67' Juan Manuel López · 77' Sergio Pérez Castro | Árbitro(s): Ezequiel Agüero    | Árbitro(s): Ezequiel Agüero |

### Final
| 16 de junio, 14:30 | Salta Central                                                            | 1 - 0   | La Tercena | Malvinas Argentinas, Catamarca |                          |
|                    | Néstor Álamo 50' · Alejandro Carrizo 72' (pen.) · Esteban Tula Norri 87' | Reporte |            | Árbitro(s): Jorge Romero       | Árbitro(s): Jorge Romero |

| 24 de junio, 14:30 | La Tercena                                                                     | 1 - 0 (3:4 p.)             | Salta Central                                                                       | Primo A. Prevedello, San Isidro |                          |
|                    | Claudio Díaz 51' (pen.)                                                        | Reporte                    | 88' Juan Carlos Romero · 90+1' Alexis Verón                                         | Árbitro(s): Jesús Aldeco        | Árbitro(s): Jesús Aldeco |
|                    |                                                                                | Tiros desde el punto penal |                                                                                     |                                 |                          |
|                    | Juan Soria · Matías Uñates · Federico Díaz · Claudio Díaz · Domingo Avellaneda |                            | Cristian Salcedo · Franco Salcedo · Gabriel Heredia · Jair Casas · Franco Contreras |                                 |                          |

|                                                      |
| Club Deportivo Salta Central 4° título               |
| Campeón Superliga del Valle Central 2018 (Primera B) |

## Estadísticas

### Goleadores
| Jugador           | Equipo           | Goles |
| ----------------- | ---------------- | ----- |
| Fernando Flores   | Ateneo M. Moreno | 11    |
| Franco Contreras  | Salta Central    | 11    |
| Alejandro Carrizo | Salta Central    | 10    |
| Cristian Salcedo  | Salta Central    | 8     |

| Franco Agüero              | La Merced                  | 5 |
| Gastón Luján               | Social San Antonio         | 5 |
| Jonathan Ochoa             | Sarmiento                  | 5 |
| Claudio Díaz               | La Tercena                 | 4 |
| Joel Cuenca                | La Tercena                 | 4 |
| José Utrera                | Sarmiento                  | 4 |
| Juan Manuel López          | Sarmiento                  | 4 |
| Marcos Cipoletti           | Chacarita                  | 4 |
| Mario Tapia                | La Merced                  | 4 |
| Matías Oliva               | Sarmiento                  | 4 |
| Roberto Saquilán           | Chacarita                  |   |
| Ángel Luján                | Social Los Altos           | 3 |
| Darío Luján                | Social San Antonio         | 3 |
| Diego Varas                | Social San Antonio         | 3 |
| Franco Troncoso            | Chacarita                  | 3 |
| Gastón Fernández           | La Merced                  | 3 |
| Jonathan Barrientos        | Estudiantes de La Tablada  | 3 |
| Julio Zúñiga               | Ateneo M. Moreno           | 3 |
| Lucas Verón                | Salta Central              | 3 |
| Mario Seco                 | La Tercena                 | 3 |
| Nelson Martínez            | Chacarita                  | 3 |
| Cristian Rodríguez         | Sarmiento                  | 2 |
| Damián Luján               | Social Los Altos           | 2 |
| Emmanuel Vergara           | Sarmiento                  | 2 |
| Enzo Vega                  | La Carrera                 | 2 |
| Facundo Romero             | Independiente (Huillapima) | 2 |
| Facundo Soria              | La Tercena                 | 2 |
| Federico Barros            | Salta Central              | 2 |
| Federico Díaz              | La Tercena                 | 2 |
| Francisco Coronel          | La Merced                  | 2 |
| Franco Salcedo             | Salta Central              | 2 |
| Gabriel Heredia            | Salta Central              | 2 |
| Gastón Medina              | Ateneo M. Moreno           | 2 |
| Hugo Coronel               | La Merced                  | 2 |
| Jonathan Zurita            | La Carrera                 | 2 |
| Juan Romero                | Salta Central              | 2 |
| Lucas Cipolletti           | Sarmiento                  | 2 |
| Lucas Romero               | Independiente (Huillapima) | 2 |
| Lucas Salcedo              | Juventud Unida (LF)        | 2 |
| Marcelo Flores             | Parque Daza                | 2 |
| Marcos Palacios            | Estudiantes de La Tablada  | 2 |
| Miguel Ángel Vergara       | Ateneo M. Moreno           | 2 |
| Nazareno Agüero            | La Merced                  | 2 |
| Ramón Paredes              | Deportivo Sumalao          | 2 |
| Raúl Rivero                | Estudiantes de La Tablada  | 2 |
| Sergio Altamirano          | Parque Daza                | 2 |
| Sergio Pérez Castro        | Sarmiento                  | 2 |
| Alberto Gómez              | Social Los Altos           | 1 |
| Ángel Gómez                | Social Los Altos           | 1 |
| Alejo Zurita               | La Carrera                 | 1 |
| Augusto Barrionuevo        | Deportivo Sumalao          | 1 |
| Ariel Vergara Seco         | Chacarita                  | 1 |
| Braian Álvarez             | Juventud Unida (LF)        | 1 |
| Brian Denett               | La Carrera                 | 1 |
| Carlos Camargo             | La Merced                  | 1 |
| Claudio Varela Olivera     | Ateneo M. Moreno           | 1 |
| Cristian Díaz              | La Tercena                 | 1 |
| Crisitian Nieva            | Social San Antonio         | 1 |
| Damián Romero              | Sarmiento                  | 1 |
| Daniel Rodríguez           | Sarmiento                  | 1 |
| David Ojeda                | Deportivo Sumalao          | 1 |
| David Noriega              | Salta Central              | 1 |
| Eduardo Sosa               | Social Los Altos           | 1 |
| Enzo Rivera                | La Merced                  | 1 |
| Esteban Tula Norri         | Salta Central              | 1 |
| Facundo Chazampi           | Parque Daza                | 1 |
| Francisco Noriega          | Salta Central              | 1 |
| Franco Bazán               | La Carrera                 | 1 |
| Franco Vega                | Juventud Unida (LF)        | 1 |
| Gabriel Barros             | Ateneo M. Moreno           | 1 |
| Gabriel Rosales            | Social Los Altos           | 1 |
| Gustavo Acosta             | Sarmiento                  | 1 |
| Gustavo Agüero             | Ateneo M. Moreno           | 1 |
| Gustavo Cárdenas           | Deportivo Sumalao          | 1 |
| Gustavo Carrizo            | Ateneo M. Moreno           | 1 |
| Gustavo Reynoso            | Chacarita                  | 1 |
| Héctor Montivero           | Deportivo Sumalao          | 1 |
| Hernán Artero              | Deportivo Sumalao          | 1 |
| Javier Díaz                | Parque Daza                | 1 |
| Joel Barrientos            | La Carrera                 | 1 |
| Joel Rivero                | Sarmiento                  | 1 |
| Jonathan Palacios          | Social San Antonio         | 1 |
| Jonathan Rivera            | La Merced                  | 1 |
| Jorge Brizuela             | Independiente (Huillapima) | 1 |
| Jorge Oliva                | Sarmiento                  | 1 |
| José Cuenca                | La Tercena                 | 1 |
| José Herrera               | Juventud Unida (LF)        | 1 |
| José Silveria              | Independiente (Huillapima) | 1 |
| Juan Corzo                 | Parque Daza                | 1 |
| Juan Soria                 | La Tercena                 | 1 |
| Juan Tapia                 | Independiente (Huillapima) | 1 |
| Kevin Silveria             | Independiente (Huillapima) | 1 |
| Laureano Roldán            | Parque Daza                | 1 |
| Luis Brizuela              | Independiente (Huillapima) | 1 |
| Luis Naranjo               | Social San Antonio         | 1 |
| Maico Maldonado            | Deportivo Sumalao          | 1 |
| Manuel López               | Sarmiento                  | 1 |
| Marcelo Vizcarra           | Juventud Unida (LF)        | 1 |
| Marcos Villarreal          | Juventud Unida (LF)        | 1 |
| Maximiliano Novillo        | Sarmiento                  | 1 |
| Maximiliano Rivero         | Sarmiento                  | 1 |
| Nicolás Roldán             | Parque Daza                | 1 |
| Pablo Herrera              | La Carrera                 | 1 |
| Pedro González             | La Tercena                 | 1 |
| Ramón Ruíz                 | Ateneo M. Moreno           | 1 |
| René Romero                | Juventud Unida (LF)        | 1 |
| Rodrigo Barros             | Social San Antonio         | 1 |
| Sergio Rivera              | La Merced                  | 1 |
| Ulises Monasterio Mansilla | Social San Antonio         | 1 |
| Víctor Leiva               | Estudiantes de La Tablada  | 1 |
| Yair Casas                 | Estudiantes de La Tablada  | 1 |

### Clasificación General
Las tablas de rendimiento no reflejan la clasificación final de los equipos, sino que muestran el rendimiento de los mismos atendiendo a la ronda final alcanzada.
Si en la segunda fase algún partido se define mediante tiros de penal, el resultado final del juego se considera empate.
El rendimiento corresponde a la proporción de puntos obtenidos sobre el total de puntos disputados.
| Pos. | Equipos                    | Zn. | Pts. | PJ | PG | PE | PP | GF | GC | Dif | Rend. |
| ---- | -------------------------- | --- | ---- | -- | -- | -- | -- | -- | -- | --- | ----- |
| 1    | Salta Central              | G   | 40   | 16 | 13 | 1  | 2  | 44 | 16 | 28  | 83.3% |
| 2    | La Tercena                 | E   | 21   | 12 | 7  | 0  | 5  | 19 | 15 | 4   | 58.3% |
| 3    | Sarmiento                  | F   | 23   | 15 | 6  | 5  | 4  | 33 | 24 | 9   | 51.1% |
| 4    | La Merced                  | F   | 25   | 15 | 7  | 4  | 4  | 22 | 24 | -2  | 55.6% |
| 5    | Ateneo Mariano Moreno      | F   | 19   | 12 | 5  | 4  | 3  | 23 | 20 | 3   | 52.8% |
| 6    | Social San Antonio         | G   | 19   | 12 | 5  | 4  | 3  | 17 | 16 | 1   | 52.8% |
| 7    | La Carrera                 | G   | 13   | 12 | 3  | 4  | 5  | 10 | 15 | -5  | 38.9% |
| 8    | Estudiantes de La Tablada  | E   | 11   | 8  | 3  | 2  | 3  | 9  | 15 | -6  | 45.8% |
| 9    | Chacarita                  | F   | 13   | 10 | 3  | 4  | 3  | 16 | 14 | 2   | 43.3% |
| 10   | Juventud Unida (La Falda)  | E   | 6    | 6  | 1  | 3  | 2  | 8  | 10 | -2  | 33.3% |
| 11   | Independiente (Huillapima) | G   | 6    | 10 | 1  | 3  | 6  | 9  | 18 | -9  | 20%   |
| 12   | Social Los Altos           | G   | 5    | 10 | 1  | 2  | 7  | 9  | 19 | -10 | 16.7% |
| 13   | Deportivo Sumalao          | F   | 5    | 10 | 1  | 2  | 7  | 8  | 18 | -10 | 16.7% |
| 14   | Parque Daza                | E   | 4    | 6  | 1  | 1  | 4  | 9  | 12 | -3  | 22.2% |

### Máximas goleadas
| Salta Central      | 3 - 0 | Social San Antonio | La Leonera          | 10 de Mazo  |
| Independiente (H)  | 0 - 3 | Salta Central      | La Leonera          | 7 de abril  |
| Chacarita          | 3 - 0 | La Carrera         | Malvinas Argentinas | 11 de abril |
| Social San Antonio | 1 - 4 | Salta Central      | Coronel Daza        | 13 de abril |
| Social San Antonio | 4 - 1 | Independiente (H)  | Primo A. Prevedello | 5 de mayo   |
| Deportivo Sumalao  | 0 - 3 | La Merced          | Primo A. Prevedello | 10 de mayo  |
| Ateneo M. Moreno   | 1 - 4 | Sarmiento          | Coronel Daza        | 12 de mayo  |
| Salta Central      | 7 - 1 | Estudiantes        | Malvinas Argentinas | 26 de mayo  |
| Salta Central      | 6 - 3 | Sarmiento          | Malvinas Argentinas | 10 de junio |
| La Merced          | 0 - 6 | Sarmiento          | Malvinas Argentinas | 23 de junio |